# 新豐濕地
位於新竹縣新豐鄉，總面積達165公頃，政府於本地設立紅毛港遊憩區，區內建有拱橋連結新豐溪南北岸，並搭配木棧道及觀景台，藉此更深入觀察紅樹林生態和各類蟹、魚、貝等生物的動態，使新豐濕地成為具有觀光潛力的紅樹林生態園區。
新豐濕地形成的原因，是在新豐溪出海口處有一砂丘地形，導致河川須彎曲繞道入海，兩岸因此有大量有機物沉積，形成一片由泥灘和沙灘組成的河口濕地。新豐濕地有水筆仔與海茄苳，動物有螺、蟹、彈塗魚及鳥類。本濕地也是台灣海茄苳分部的北界。
2013年鄉林文教基金會舉辦「台灣十大最美濕地票選活動」，新豐濕地順利獲選為十大濕地。

## 外部連結
- 國家重要濕地保育計畫－新豐濕地